# Mesurador de Bourdon

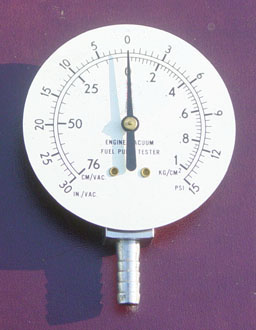
Mesurador de Bourdon

El mesurador de Bourdon (o manòmetre de Bourdon) és un instrument per mesurar la pressió d'un fluid. Consisteix en un tub en forma d'espiral i de secció ovalada, un extrem del qual està en contacte amb el fluid a mesurar i l'altre extrem està tancat. Quan la pressió del fluid es modifica, la secció ovalada també resulta modificada i l'extrem tancat del tub es mou; aquest moviment es transmet mecànicament cap a una agulla indicadora.